# ترميد النفايات

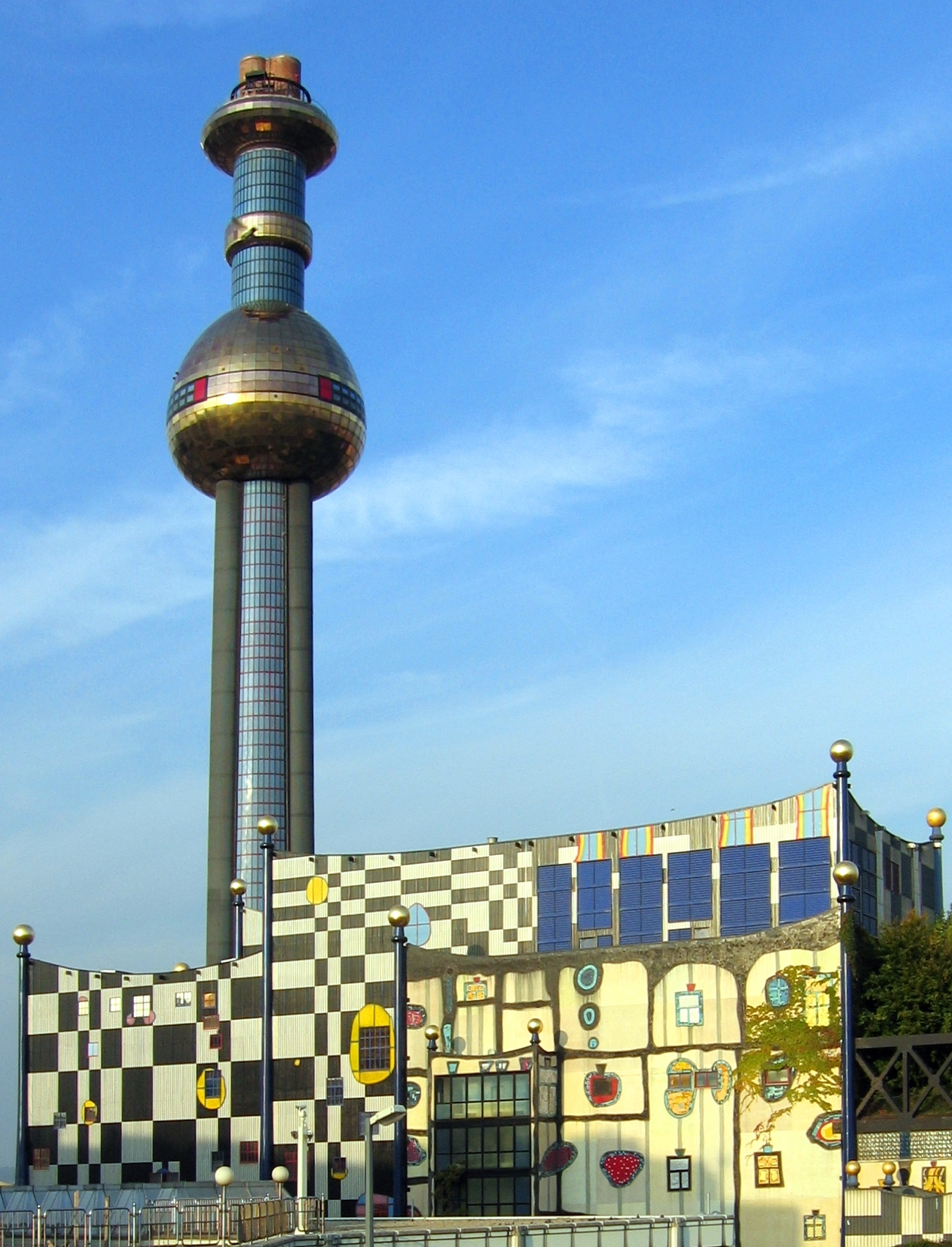
محرقة في فينا

يعرف حرق النفايات بأنه تقنية التخلص من النفايات عن طريق حرق المركبات العضوية وغيرها من المواد. تدعى عملية الحرق والطرق الأخرى للتخلص من النفايات باستخدام درجة حرارة عالية بالمعالجة الحرارية. تتضمن عملية حرق النفايات تحويل النفايات إلى رماد يوجه إلى أسفل المدخنة أما الغازات المنطلقة والحرارة يتم الاستفادة منها في توليد الطاقة الكهربائية. وبعد تدوير الغازات المنطلقة لإنتاج الطاقة الكهربائية يتم طرحها في الهواء بعد تنقيتها من المواد الملوثة.
يتم تحويل الطاقة الناتجة عن الحرق إلى طاقة كهربائية بعدة طرق تقنية مثل «استخلاص الغاز» (تغويز) أو استخلاص الغاز باستخدام القوس الكهربائي أو بواسطة التحلل الحراري أو عن طريق تقنية الهضم اللاهوائي.
بنيت العديد من المحارق قبل عدة عقود في العديد من الدول، لكن لم تحو هذه المحارق على تقنية فصل المواد لاستخلاص المواد الخطرة أو القابلة لإعادة التدوير، مما جعل تلك المحارق خطرا على صحة العاملين فيها لعدم وجود الأجهزة الملائمة وعلى البيئة المحيطة بسبب عدم التنقية الجيدة للغازات المنطلقة.
إن حرق النفايات يقلص الكتلة الكلية من 80% إلى 85% كما ينقص الحجم من 95% إلى 96%. ويعتمد ذلك على مدى استخلاص المواد القابلة للتدوير ذات الحجم أو الكتلة الكبيرة مثل الحديد. وهذا يعني أن هذه التقنية لا تحل محل دفن النفايات إنما تقلص من مساحة مدفن نفايات.
إضافة إلى ذلك فإنة تقنية حرق النفايات لها فوائد واضحة في مجال التخلص من النفايات الخطرة مثل التخلص من النفايات الطبية والكيمائية، حيث أن الحرارة تقوم بتدمير التأثير الخطير للسموم أو الجراثيم. ومن الأمثلة على ذلك النفايات الناتجة عن مصانع المواد الكيميائية الحاوية على مواد شديدة السمية والتي لا يمكن صرفها في مياه الصرف الصحي.
يتمتع حرق النفايات بشعبية بشكل خاص في بلدان مثل اليابان، حيث الأرض هي مورد نادر. كما قادت الدنمارك والسويد مجال الطاقة المتولدة من الحرق لأكثر من قرن ،كما دعمت الحرارة الناتجة من خطط التدفئة الأرضية. انتج حرق النفايات 4.8 ٪ من استهلاك الكهرباء و 13.7 ٪ من إجمالي الاستهلاك المنزلي للحرارة في الدانمارك في عام 2005. وهناك عدد من البلدان الأوروبية الأخرى تعتمد بشكل كبير على الحرق لمعالجة النفايات البلدية، خاصة في لوكسمبورغ وهولندا وألمانيا وفرنسا.

## التاريخ
بنيت محارق النفايات لأول مرة في نوتينجهام سنة 1847 بناء على تصميم حاز على براءة اختراع لألبرت فرير.

## التقنية
المحرقة بشكل عام هو فرن لحرق النفايات يحتوي على معدات أخرى لتنقية الغازات المنطلقة أو لتغير شكل الطاقة للغازات

### حرق أكوام النفايات أو الحرق ضمن حاويات
إن إحراق أكوام النفايات هو أبسط أشكال الحرق حيث تتواجد أكوام النفايات على أرض جرداء. على أي حال قد يعتبر حرق النفايات المنزلية غير قانوني في المناطق الحضرية لذلك يعمد إلى حرقها في المناطق الريفية لغرض استصلاح الأراضي الحرجية بحيث يتم تجميع المواد العضوية لحرق باقي جذوع الأشجار بعد فصل المواد النفطية.
إن الحرق بهذه الطريقة قد يتسبب بحرائق قد تنتشر بشكل كبير ملتهمة الأراضي والمباني المجاورة عن طريق الرياح التي قد تمد تأثير اللهب إلى الحشائش المجاورة والمباني. كما يمكن أن ينتقل الحريق حتى في حالة عدم وجود رياح.
يعتبر الحرق ضمن حاوية (برميل) أكثر سيطرة من الحرق في اكوام، حيث أن البرميل يساعد على ترميد النفايات بسبب بقاء المواد المشتعلة داخل البرميل، مما يمنع أنتقال الجمرات بواسطة الرياح إلى الجوار. كما أن مجال الاحتراق مقتصر فقط ضمن الحاوية.
يتسبب وجود البلاستيك ضمن النفايات إلى نشوء دخان كثيف ذو رائحة مزعجة تسبب حرقة في العيون وأمراض تنفسية. كما أن عدم انتطام والسيطرة على الحرارة ضمن البرميل قد لا يؤدي إلى تفكك كامل المواد البلاستيكية الداخلة في صناعة البلاستيك كالديوكسين، وبالتالي لا بد من فصل المواد البلاستيكية وارسالها إلى مراكز أخرى.

### الحرق باستخدام الحواجز الحديدية المتحركة

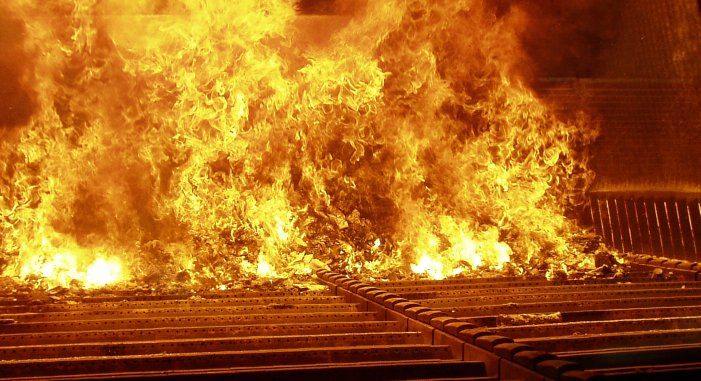
النفايات الصلبة في أحد البلدية أثناء احتراقها، المحرقة قادرة على التعامل مع 15 طنا من النفايات ساعة.

إن الشكل النموذجي للمحارق يتم بوضع النفايات على سير حديدي متحرك. مما يمكن من الحصول على الشكل الأمثل للاحتراق بتوزيع منتظم للحرارة والحصول على احتراق كامل. يستطيع حراق بسير أن يعالج 38 ألف طن متري في الساعة. كما يمكته أن يعمل على مدار السنة مع وقفة واحدة لمدة شهر لأجراء عمليات الصيانة اللازمة.
يتم تغذية السير بالنفايات من الأعلى بواسطة رافعة ليتحرك السير نحو نزولا ضمن فجوة الحراق وهكذا إلى أن يصل إلى فجوة الرماد ليتم التخلص من الرماد ضمنها بتمرير تيار من الماء.
تستطيع المحارق ذات السيور المعدة للأجسام الصلبة أن تتخلص من 17 طن متري في الساعة
يتم التزود بجزء من الهواء للازم لعملية الاحتراق بواسطة ثقوب في أسفل اجزاء السير كما أن هذا الهواء مهم لعملية تبريد السير حيث أن التبريد مهم للأجزاء الميكانيكية والقساوة كما يتم تأمين التبريد لأجزاء أخرى بواسطة التبريد بالماء.
أما الهواء الثانوية فيتم تزويده بسرعات عالية ضمن المرجل (أو الحراق) باستخدام بواسطه فوهات مما تسبب أضطراب واختلاط كامل للأكسجين مع وجود فائض منه مما يؤدي إلى احتراق كامل.
وفقا لتوجيهات التوجيه الأوروبي للنفايات فإن درجة حرارة الاحتراق يجب أن تصل إلى 850 درجة مئوية من أجل ضمان تفكك جميع المواد السامة.
الغازات المتولدة يتم تبريدها في محمصات بحيث يتم نقل الحرارة إلى بخار الماء من أجل تحميصه ليتم رفع حرارة البخار إلى 400 درجة مئوية عند ضغط 40 بار ليوجه إلى عنفة بخارية ليتم توليد الكهرباء.

### الحاجز الحديدي الثابت
هذا النوع هو أبسط وأقدم من النوع السابق